# Outfest

L’Outfest, anciennement Gay and Lesbian Media Festival and Conference, est un festival de cinéma gay et lesbien américain qui se tient à Los Angeles, en Californie. 
Fondé en 1982 par John Ramirez et Stuart Timmons, il reçoit son nom actuel en 1994.
Les prix décernés lors de l’Outfest sont dénommés « Outie ». Il en existe 16 catégories et certains sont décernés par le public, d’autres par un grand jury.
Lors de l'édition 2020, le film documentaire Cured a été présenté. 

## Palmarès 2002

### Meilleur acteur dans un second rôle
- James Gandolfini pour le rôle de Winston Baldry dans Le Mexicain (The Mexican)

## Annexe
- Liste de festivals de cinéma LGBT